# Sisouk na Champassak
Hoàng thân Sisouk na Champassak (tiếng Lào: ເຈົ້າ ສີສຸກ ນະ ຈໍາປາສັກ; 28 tháng 3 năm 1928 tại Pakse, Champassak, Lào – 10 tháng 5 năm 1985 tại Santa Ana, California, Mỹ) là con cả của Chao Bounsouane na Champassak, mà sau này là trưởng nam của vị vua cuối cùng xứ Champassak tên Chao Ratsadanay. Hoàng huynh là Chao Sisanga na Champassak.
Sisouk là thành viên thuộc vương tộc hoặc dòng họ Na Champassak. Ông từng giữ chức Tổng Thư ký Chính phủ Hoàng gia tại Vương quốc Lào. Ông chính là tác giả cuốn sách nhan đề Storm over Laos, viết về lịch sử Lào từ Thế chiến thứ hai cho đến khoảng năm 1961.
Ông từng làm Bộ trưởng Tài chính từ năm 1965 đến năm 1974 trong Chính phủ Hoàng gia Lào. Ông còn giữ chức Bộ trưởng Quốc phòng trước năm 1975. Sau khi chạy trốn khỏi Lào vào tháng 5 năm 1975 khi mà đất nước này rơi vào tay Pathet Lào, trước tiên ông di cư sang Pháp. Năm 1981, ông trở thành một nhà lãnh đạo chính trị chủ chốt trong phong trào kháng chiến chống lại nhà cầm quyền cộng sản là Cộng hòa Dân chủ Nhân dân Lào, cùng với Tướng Vang Pao. Ông qua đời tại nhà của Vang Pao ở Santa Ana, California, Mỹ vào năm 1985.